# Vatersay
Vatersay (schottisch-gälisch: Bhatarsaigh) ist die südlichste bewohnte Insel der Äußeren Hebriden in Schottland und über den kurzen Vatersay Causeway mit der Insel Barra (gälisch: Barraigh) verbunden. Die wenigen Einwohner leben in der kleinen, einzigen Ortschaft, die ebenfalls Vatersay heißt, und in Einzelgehöften auf dem südlichen Inselteil.
Die Insel ist durch einen Isthmus zweigeteilt in eine nördliche, bergige und eine südliche, hügelige Hälfte, bedeckt von Torf- und Machair-Land. Verbunden sind die beiden Hälften durch einen schmalen Dünenstreifen, der von zwei langen Sandstränden gesäumt ist. Am westlichen, atlantischen Strand (West Bay) ist die Wassertemperatur gewöhnlich merklich höher als in der Schottland zugewandten Vatersay Bay, ein Einfluss des Golfstroms, der die Küsten der Äußeren Hebriden streift.
Als Folge einer schlechten Infrastruktur drohte Vatersay ab Mitte des 20. Jahrhunderts vollständig von Menschen verlassen zu werden. Einkäufe, Arzt- und Kirchenbesuche waren nur durch Übersetzen mit dem Boot zum benachbarten Barra möglich. Erst der Bau des Vatersay Causeway, einem Straßendamm nach Barra nahe dessen Hauptort Castlebay, beendete den Exodus. 2011 lebten 90 Personen auf Vatersay, die auf Vatersay als Schafzüchter oder vom Tourismus leben oder auf Barra ihren Lebensunterhalt verdienen. Umgangssprache ist neben englisch vor allem gälisch.
Vatersay kann nur über den Damm von Barra aus erreicht werden. Auf der Strecke verkehren mehrmals täglich Busse.

## Sehenswürdigkeiten
Dun Biruaslum oder Bhatarsaigh (Canmore 21396) ist ein Promontory Fort auf einer etwa 16 ha großen Gezeiteninsel an der Westküste.
Zu den Sehenswürdigkeiten gehört die Wüstung Eorasdail. Von den Häusern stehen nur noch Außenmauern und Kamine.

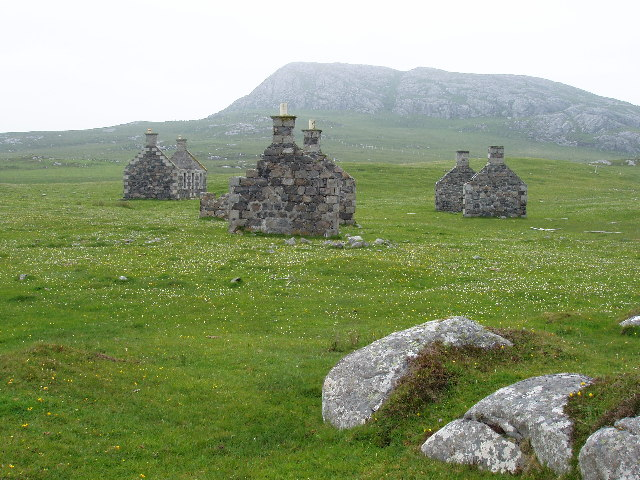
Eorasdail

## Nähere Umgebung
Südlich von Vatersay befinden sich die unbewohnten Inseln Sandray, Papay, Mingulay und Berneray (auch Barra Head, nicht zu verwechseln mit dem Berneray, das die südlichste Insel der Uist-Gruppe ist und auch nördlich von Lewis and Harris gibt es ein Pappay). Keine dieser Inseln ist mit öffentlichem Verkehr zu erreichen. Es werden jedoch Bootstouren dorthin angeboten. Lange waren die Inseln bewohnt. Es gibt dort Siedlungsreste auch aus weiter Vergangenheit sowie einen Leuchtturm und eine Kapelle.